# Provincia di Prachinburi
La provincia di Prachinburi (in thailandese จังหวัดปราจีนบุรี, Changwat Prachinburi) è in Thailandia e fa parte del gruppo regionale della Thailandia del Nordest. Si estende per 4.762,4 km², ha 493 670 abitanti (2020) e il capoluogo è il distretto di Mueang Prachinburi, dove si trova la città principale Prachinburi.

## Geografia antropica

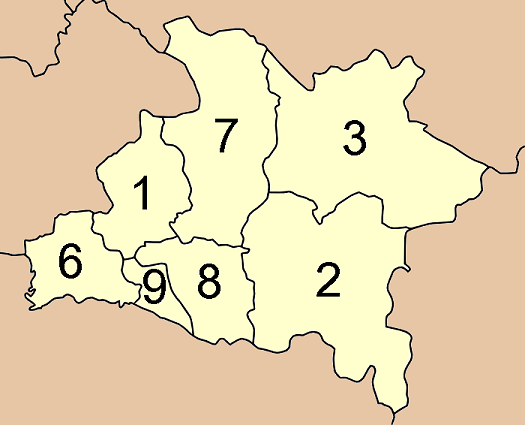
Mappa degli Amphoe

La provincia è suddivisa in 7 distretti (amphoe). Questi a loro volta sono suddivisi in 65 sottodistretti (tambon) e 658 villaggi (muban).
| \| 1. \| Mueang Prachinburi \| \| 2. \| Kabin Buri \| \| 3. \| Na Di \| \| 6. \| Ban Sang \| \| 7. \| Prachantakham \| \| 8. \| Si Maha Phot \| \| 9. \| Si Mahosot \| |                    |
| 1. | Mueang Prachinburi |
| 2. | Kabin Buri         |
| 3. | Na Di              |
| 6. | Ban Sang           |
| 7. | Prachantakham      |
| 8. | Si Maha Phot       |
| 9. | Si Mahosot         |

I distretti nº 4 e 5 sono stati scorporati nel 1983 per formare la provincia di Sa Kaeo.

### Amministrazioni comunali
A tutto il 2020, non vi era alcun comune della provincia con lo status di città maggiore (thesaban nakhon). Gli unici che rientravano tra le città minori (thesaban mueang) erano Prachinburi, con 16 651 residenti e Nong Ki, che ne aveva 15 710. Erano inoltre presenti 11 municipalità di sottodistretto (thesaban tambon), tra le più popolose delle quali vi era Na Di, con 7 922 residenti. Nell'aprile 2020, le aree che non ricadevano sotto la giurisdizione delle amministrazioni comunali erano governate da un totale di 56 "Organizzazioni per l'amministrazione del sottodistretto" (ongkan borihan suan tambon).